# Guido Tartarotti
Guido Tartarotti (* 23. Mai 1968 in Mödling) ist ein österreichischer Journalist, Kolumnist und Kabarettist.

## Leben
Tartarotti begann 1990 in der Kurier-Chronikredaktion zu arbeiten und wurde 1994 Leiter der Medienredaktion, ein Jahr darauf auch der Kulturredaktion. Diese Positionen legte er 2004 zurück, um wieder mehr Zeit zum Schreiben zu haben. Zurzeit arbeitet er als Kabarettist (seit 2008) und als Kolumnist für den Kurier.
Tartarotti war von 1993 bis 2004 mit der Journalistin Birgit Braunrath verheiratet und hat mit ihr einen Sohn und eine Tochter.

## Auszeichnungen
- Kolumnist des Jahres 2017[5]
- Kolumnist des Jahres 2019[6]

## Programme (Auswahl)
- Satirische Jahresrückblicke[2] (gemeinsam mit Gerald Fleischhacker)
- Blutsbrüder[7] (Karl-May-Show gemeinsam mit Thomas Glavinic, Thomas Maurer und Armin Wolf)
- Selbstbetrug für Fortgeschrittene[8]
- Glücklich geschieden[4] (gemeinsam mit seiner Exfrau)
- Guitar Solo. Der Letzte dreht das Licht ab

## Fernsehen
- Die Tafelrunde